# Prypnini
Prypnini es una tribu de insectos coleópteros curculiónidos pertenecientes a la subfamilia Entiminae.  

## Géneros
- Prostomus
- Prypnus